# سنت وینسنت (مینه‌سوتا)
سنت وینسنت، مینه‌سوتا (به انگلیسی: St. Vincent, Minnesota) یک شهر در ایالات متحده آمریکا است که در شهرستان کیتسان، مینه‌سوتا واقع شده‌است.

## خصوصیات
سنت وینسنت ۲٫۹۸ کیلومترمربع مساحت و ۶۴ نفر جمعیت دارد و ۲۴۱ متر بالاتر از سطح دریا واقع شده‌است.